# Georg Wilhelm Freytag
Pour les articles homonymes, voir Freytag.
Georg Wilhelm Freytag est un orientaliste allemand, né à Lunebourg le 19 septembre 1788 et mort le 16 novembre 1861. 

## Biographie
Il fut élevé à l'université de Gœttingue, où il devint professeur en 1811. Il fit, en qualité d'aumônier de l'armée prussienne, les campagnes de 1813, de 1814 et de 1815 contre l'Empire francais, et, entré à Paris à la suite des alliés, il y resta plusieurs années aux frais de la Prusse, pour s'y livrer à l'étude des langues orientales, et principalement à celle de l'arabe. En 1819, il retourna dans sa patrie, pour professer les langues orientales à l'université de Bonn. Plus tard, il fut nommé membre associé de la Société asiatique de Paris, et, en 1851, correspondant de l'Académie des inscriptions et belles lettres. 

## Œuvres
Les principaux travaux de Freytag sont :
- Carmen arabicum, perpetuo commentario et versione iambica germanica (Gœttingue, 1814, in-8°);
- Selecta ex historia Halebi, texte arabe, traduction latine et notes (Paris et Strasbourg, 1819, in-8°);
- Règne de Saad-ed-Daulah à Alep, texte arabe et traduction allemande (Bonn, 1820, in-4°); , ces deux fragments sont tirés de l'Histoire d'Alep, par Djemal-ed-din-Omar-ben-Ahmed; le premier s'étend de l'an 16 à l'an 356 de l'hégire le second, de 356 à 381
- Caab-ben-Sohair, carmert irt laudem Muhammedis dictum, avec un poème de Motennebi et un fragment du Hamasa, texte arabe et traduction latine (Bonn, 1822, et Halle, 1823, in-40);
- Locmani fabulæ et plura loca ex codicibus maximam partem historicis selecta, texte arabe (Bonn, 1823, in-8°);
- Hammasæ carmina, cum Tebrisii scholiis integris, recueil de poésies arabes, par Abou-Temmam (Bonn, t. I, 1828, texte; t. II, 1847-1852, in-40, traduction latine exposition de la prosodie arabe, contenant, outre les remarques de l'auteur, un poème didactique sur ce sujet, par Djemal-ed-din, texte et traduction, Bonn, 1830, in-8°);
- Lexicon arabico-latinum, avec un index latin-arabe (Halle, 1830-1837, 4 vol. in-4°), le plus important de ses ouvrages, dont un abrégé a paru en un volume (Halle, 1837, in-4°);
- Fakihet al-Ifholefa, sive fructus imperatortem et jocatio ingeniosorum, par Achmed ben. Mohammed, surnommé Ibn-Arabschah (Bonn, t. I, 1832, texte arabe t. II, 1852, in-4°, traduction);
- Chrestomathia arabica, grammatica, historica (Bonn, 1834, in-8°);
- Arabum proverbia, texte et traduction latine (Bonn, 1838-1842, 3 vol. in-8°);
- Grammaire de la langue hébraïque (Halle, 1835);
- l'Art de la versification arabe (Bonn, 1838).